# Sanae Shinohara
Sanae Shinohara (jap. 篠原 さなえ Shinohara Sanae; ur. w XX wieku) – japońska aktorka głosowa i narrator, a także spiker telewizyjny i radiowy oraz komentator sportowy.

## Role głosowe
- Urusei Yatsura – Asano Yumiko
- Starzan – Ojin Bow
- Oyoneko Boonyan – Hinagiku
- Robotan
- Zerousu – Ami Kitai
- Czarnoksiężnik z Krainy Oz